# Eragrostis guangxiensis
Eragrostis guangxiensis är en gräsart som beskrevs av S.C.Sun och H.Q.Wang. Eragrostis guangxiensis ingår i släktet kärleksgrässläktet, och familjen gräs. Inga underarter finns listade i Catalogue of Life.